# Município de Freedom (condado de Wood, Ohio)
Localização do Ohio nos E.U.A.
O município de Freedom (em inglês: Freedom Township) é um município localizado no condado de Wood no estado estadunidense de Ohio. No ano de 2010 tinha uma população de 2727 habitantes e uma densidade populacional de 34,89 pessoas por km².

## Geografia
O município de Freedom encontra-se localizado nas coordenadas 41° 22′ 48″ N, 83° 28′ 01″ O. Segundo a Departamento do Censo dos Estados Unidos, o município tem uma superfície total de 78.15 km², da qual 78,15 km² correspondem a terra firme e (0 %) 0 km² é água.

## Demografia
Segundo o censo de 2010, tinha 2727 pessoas residindo no município de Freedom. A densidade populacional era de 34,89 hab./km².